# Kholūş
Kholūş (persiska: خُلُّس, خُلو, خلوص) är en ort i Iran.   Den ligger i provinsen Hormozgan, i den södra delen av landet, 1 000 km söder om huvudstaden Teheran. Kholūş ligger 330 meter över havet och antalet invånare är 953.
Terrängen runt Kholūş är kuperad västerut, men österut är den platt. Runt Kholūş är det glesbefolkat, med 11 invånare per kvadratkilometer. Närmaste större samhälle är Jenāḩ, 10,8 km söder om Kholūş. Trakten runt Kholūş är ofruktbar med lite eller ingen växtlighet.